# Іван Відав
Іван Відав (словен. Ivan Vidav, 17 січня 1918 — 6 жовтня 2015) — словенський математик.
Іван Відав народився у Віллі Опічіна поблизу Трієста, Італія. Був учнем Йосипа Племеля. Відав отримав ступінь доктора філософії у 1941 році, будучи студентом в Університеті Любляни, з дисертацією Kleinovi teoremi v teoriji linearnih diferencialnih enačb (Теореми Клейна в теорії лінійних диференціальних рівнянь).
Основними напрямками для Відава були диференціальні рівняння, функціональний аналіз і алгебра. Був постійним членом Словенської академії наук і мистецтв. На знак визнання своєї діяльності він отримав премію Прешерна.
У 1988 році став почесним членом Товариства математиків, фізиків і астрономів Словенії (ТМФА).